# روبرت جونز (محامي)
روبرت جونز (بالإنجليزية: Robert Jones)‏ هو محامي أمريكي، ولد في 5 أكتوبر 1930، وتوفي في 26 فبراير 1998.